# Álvaro Valverde
Álvaro Valverde (Plasencia, Cáceres, 1959) es un poeta y escritor español. 

## Biografía
Álvaro Valverde fue maestro. Puso en marcha el Plan Regional de Fomento de la Lectura (2002-2005) y dirigió la Editora Regional de Extremadura (2005-2008). Asimismo, fue presidente de la Asociación de Escritores Extremeños y fundó, junto a Gonzalo Hidalgo Bayal, el Aula de Literatura “José Antonio Gabriel y Galán” de su ciudad natal.
Ha sido colaborador habitual de los diarios ABC y HOY, que en el año 2000, le concedió el premio “Extremeño de Hoy”. Otro periódico, Avuelapluma, le concedió en 2015 su premio de las Letras.
Codirige, junto a Jordi Doce, la colección Voces sin tiempo de la Fundación Ortega Muñoz.
Además, ha firmado notas críticas, ensayos y poemas en suplementos de periódicos y en numerosas revistas nacionales y extranjeras. Fue cofundador, con Ángel Campos Pámpano y Diego Doncel, de la revista hispano-portuguesa Espacio/Espaço Escrito y pertenece al Consejo Asesor de la revista de literaturas ibéricas Suroeste.
Tras su paso fugaz por ABC Cultural, en la actualidad ejerce la crítica de poesía en El Cultural, suplemento del diario El  Español, así como en las revistas Turia, Cuadernos Hispanoamericanos y Clarín.
Tiene una columna de opinión en la revista griega Frear y desde 2005 publica un blog.
Está incluido, entre otras, en las antologías La generación de los ochenta, de José Luis García Martín; La nueva poesía española de Miguel García-Posada; Antología de poesía española (1975-1995), de José Enrique Martínez; La poesía plural y Los senderos y el bosque, de Luis Antonio de Villena; Poesía española reciente (1980-2000), de Juan Cano Ballesta; 20 años de poesía. Nuevos Textos Sagrados (1989-2009), de Andrés Soria Olmedo, Las moradas del verbo. Poetas españoles de la democracia, de Ángel Luis Prieto de Paula, y 33 poetas, del ciclo Poética y Poesía de la Fundación Juan March.
Sus poemas están traducidos a varios idiomas (inglés, francés, alemán, portugués, italiano, neerlandés, búlgaro y polaco) y figuran en antologías como Blick Zum Nachbarrn: Spanien (Hamburgo, 1993), Antologia della Poesia Spagnola (Roma, 1996), Anthology of Spanish Poetry (Londres, 1997) y Półwysep w wierszach (Península en verso) (Varsovia, 2006).